# Arcina argyritis
Arcina argyritis är en fjärilsart som beskrevs av Turner 1904. Arcina argyritis ingår i släktet Arcina och familjen mätare. Inga underarter finns listade i Catalogue of Life.